# Flatgrundet (vid Bolax, Kimitoön)
Flatgrundet är en ö i Finland. Den ligger i Skärgårdshavet vid Bolax i kommunen Kimitoön i den ekonomiska regionen  Åboland i landskapet Egentliga Finland, i den sydvästra delen av landet. Ön ligger omkring 58 kilometer söder om Åbo och omkring 130 kilometer väster om Helsingfors.
Öns area är 0,9 hektar och dess största längd är 150 meter i nord-sydlig riktning.